# Trichostomum fallax
Trichostomum fallax är en bladmossart som beskrevs av Theodor Carl Karl Julius Herzog 1909. Trichostomum fallax ingår i släktet lansettmossor, och familjen Pottiaceae. Inga underarter finns listade i Catalogue of Life.